# Питър Шварц (писател)
Питър Шварц или Петер Шварц (на английски: Peter Schwartz) е писател и журналист, последовател на философията на Айн Ранд, наречена обективизъм.
Той е главният редактор на The Intellectual Activist и допринася със свои есета за книги, отпечатвайки статии на Айн Ранд и други обективистки писатели, като „Гласът на разума“, „Завръщане към примитивното: Антииндустриалната революция“ (разширена версия на „Новото ляво: Антииндустриалната революция“ на Айн Ранд). Той е също така автор на „Външната политика на личния интерес: Морален идеал на Америка и Битката за laissez-faire капитализъм“.
Известно време Шварц е председател на борда на директорите на института „Айн Ранд“. Той е критик на енвиронментализма, културния релативизъм, либертарианството, мултикултурализма и насърчителните действия.
|  | Тази страница частично или изцяло представлява превод на страницата Peter Schwartz (writer) в Уикипедия на английски. Оригиналният текст, както и този превод, са защитени от Лиценза „Криейтив Комънс – Признание – Споделяне на споделеното“, а за съдържание, създадено преди юни 2009 година – от Лиценза за свободна документация на ГНУ. Прегледайте историята на редакциите на оригиналната страница, както и на преводната страница, за да видите списъка на съавторите. ВАЖНО: Този шаблон се отнася единствено до авторските права върху съдържанието на статията. Добавянето му не отменя изискването да се посочват конкретни източници на твърденията, които да бъдат благонадеждни. |